# خانواده پروتئین‌های بازسازی‌کننده
خانواده پروتئین‌های بازسازی‌کننده (به انگلیسی: Regenerating protein family) یا خانوادهٔ Reg، گروه کوچکی از پروتئین‌های ترشحی هستند که در بازسازی، رشد و تمایز سلول‌های گوناگون نقش دارند. این پروتئین‌ها در محافظت از سلول‌ها در برابر التهاب، آسیب‌دیدگی و مرگ نقش مهمی دارند.

## اعضاء خانواده
۷ نوع ژن Reg در موش‌ها یافت شده‌است که بر روی کروموزم شمارهٔ ۶ آنها واقع است، اما در انسان، تنها وجود موارد زیر ثابت شده‌است که همگی بر روی کروموزوم ۲ واقع هستند:
- REG1A
- REG1B
- REG3A
- REG3G
- REG4

## عملکرد
این پروتئین‌ها در بازسازی، رشد و تمایز سلول‌های گوناگون در شرایط طبیعی و بیماری نقش دارند. آنها می‌توانند همچون پروتئین فاز حاد، لکتین، فاکتورهای ضد آپوپتوز یا فاکتور رشد برای سلول‌های لوزالمعده، اعصاب و بافت پوششی دستگاه گوارش عمل کنند.
این پروتئین‌های محلول در آب، یک دومِـین شناسایی کربوهیدرات دارند که پس از شناسایی باکتری‌ها، برحسب نوع بافت، نقش ضدمیکروبی، ضد التهاب، ضد مرگ سلولی یا بازسازی‌کننده ایفا می‌کنند.

## اهمیت بالینی
برخی اعضای این خانواده همچون REG1A و REG1B با بروز برخی بیماری‌ها همچون دیابت و سرطان‌های دستگاه گوارش مرتبطند. بیان ژن Reg در روند بازسازی سلول‌های جزایر لانگرهانس لوزالمعده نقش دارد.